# Rare Masters
Rare Masters – album kompilacyjny brytyjskiego piosenkarza Eltona Johna wydany 20 października 1992 w USA i 31 grudnia 1993 w Wielkiej Brytanii. Składanka zawiera strony B singli oraz niewykorzystane nagrania z lat 1968–1976. Jest to jedyne wydawnictwo CD na którym można znaleźć soundtrack z filmu "Friends" z 1971.

## Lista utworów
CD 1
1. I've Been Loving You – 3:16
2. Here's to the Next Time – 2:58
3. Lady Samantha – 3:02
4. All Across the Havens – 2:51
5. It's Me That You Need – 4:00
6. Just Like Strange Rain – 3:44
7. Bad Side of the Moon – 3:12
8. Rock and Roll Madonna – 4:16
9. Grey Seal (original version) – 3:35
10. Friends – 2:23*
11. Michelle's Song – 4:20*
12. Seasons – 3:56*
13. Variation on Michelle's Song (A Day in the Country) – 2:47*
14. Can I Put You On – 5:57*
15. Honey Roll – 3:07*
16. Variation on Friends – 1:43*
17. I Meant to Do My Work Today (A Day in the Country) – 1:36*
18. Four Moods – 11:01*
19. Seasons Reprise – 1:39*

*Friends – ze ścieżki muzycznej
CD 2
1. Madman Across the Water – 8:50
2. Into the Old Man's Shoes – 4:01
3. Rock Me When He's Gone – 5:01
4. Slave [Alternate Version] – 2:48
5. Skyline Pigeon [Piano Version] – 3:51
6. Jack Rabbit – 1:51
7. Whenever You're Ready (We'll Go Steady Again) – 2:51
8. Let Me Be Your Car (Duet z Rodem Stewartem) – 4:52
9. Screw You (Young Man's Blues) – 4:41
10. Step Into Christmas – 4:30
11. Ho! Ho! Ho! (Who'd Be a Turkey at Christmas) – 4:03
12. Sick City – 5:23
13. Cold Highway – 3:26
14. One Day (At a Time) (John Lennon) – 3:47
15. I Saw Her Standing There [live] (Duet z Johnem Lennonem) (John Lennon, Paul McCartney) – 3:51
16. House of Cards – 3:09
17. Planes – 4:14
18. Sugar on the Floor (Kiki Dee) – 4:33